# Максуин, Александр
Александр Андерсон Максуин (англ. Alexander Anderson McSween; 15 июня 1837 — 19 июля 1878, Линкольн, Территория Нью-Мексико, США) — американский адвокат шотландского происхождения; деловой партнёр Джона Генри Танстелла, одна из центральных фигур Войны в округе Линкольн. Погиб при попытке прорыва из окружения во время Пятидневной битвы.

## Ранние годы
Данные о месте рождения расходятся: источники указывают, что Александр Максуин родился в Канаде, но одни называют Новую Шотландию, тогда как другие остров Принца Эдуарда.
В течение года проходил обучение в юридической школе в Сент-Луисе, штат Миссури. В апреле 1873 года переехал в Канзас, где начал юридическую практику. 23 августа 1873 года женился на Сьюзен Хаммер в Атчисоне, штат Канзас, молодожёны поселились в Юрике. Сьюзен Максуин впоследствии утверждала, что в юности Александр Максуин был пресвитерианским проповедником.
В марте 1875 года пара переехала в Линкольн, Территория Нью-Мексико, где Максуин устроился на работу юристом в торговую компанию и банк ирландских иммигрантов-католиков Лоренса Мёрфи и Джеймса Долана. Однако к концу 1876 года он покинул своих нанимателей, перейдя на работу к английскому бизнесмену Джону Танстеллу, который приехал в округ с целью начать новый бизнес при поддержке крупного местного скотовода Джона Чизума. Максуин и Танстелл вскоре стали близкими друзьями и деловыми партнёрами. В частности, Максуин помог Танстеллу приобрести участок земли и стал вице-президентом банка, который открыли Танстелл и Чизум.

## Война в округе Линкольн
На момент появления в округе Линкольн Джона Танстелла Мёрфи и Долан были монополистами на этой территории. Их бизнес процветал в основном благодаря отсутствию конкуренции. К тому же их фирма пользовалась поддержкой альянса коррумпированных чиновников Республиканской партии, известного как Кольцо Санта-Фе, благодаря чему смогла заключить крайне выгодный контракт на поставку мяса с правительством США. Мёрфи и Долан также обладали значительной властью над местными правоохранительными органами, поскольку шериф округа Линкольн Уильям Брейди жил на ранчо, которое купил на деньги, взятые взаймы в их банке. Не опасаясь преследования со стороны закона, «LG Murphy & Co.» охотно скупала краденый скот, а также проводила мошеннические махинации с участками земли, которыми не владела, продавая и сдавая их в аренду ничего не подозревающим фермерам.
Джон Танстелл намеревался построить скотоводческое ранчо, открыть магазин и банк, составив тем самым конкуренцию «LG Murphy & Co.» Известно, что в письме к своему отцу Танстелл заявил, что собирается получать «половину с каждого доллара, заработанного в округе». Мёрфи и Долан попытались выдавить конкурента из бизнеса с помощью угроз и насилия. Их компания наняла в качестве боевиков несколько вооружённых формирований: банду Джесси Эванса, банду Джона Кинни и отряд фермеров, известный как «Воины семи рек», приказав им нападать на скот и пастбища Танстелла. Джон Танстелл нанял для охраны своего скота ковбоев, одним из которых был Билли Кид. Кроме того, фракции были разделены по этническому и религиозному признаку: люди Мёрфи были в основном католиками-ирландцами, а Танстелл и его союзники — английскими протестантами.
Главным поводом, приведшим к началу Войны в округе Линкольн, были разногласия по поводу выплаты страхового полиса Эмиля Фрица. Эмиль Фриц был партнером компании «LG Murphy & Co.» Когда он умер в 1874 году, распорядители имущества наняли Александра Максуина для получения его страховой выплаты (около 8 000 долларов). Однако после получения денег по полису Максуин (к тому времени уже работавший на Танстелла) отказался передать их душеприказчику, потому что «LG Murphy & Co.» заявила, что деньги причитаются ей в качестве долга, а Максуин подозревал, что душеприказчик передаст деньги компании. Максуин также знал, насколько сильно Мёрфи и Долан нуждались в наличных деньгах, и, как конкурент, вероятно, не хотел, чтобы деньги доставались им, независимо от того, было ли их требование законным или нет. В феврале 1878 года в ходе судебного дела, которое в конечном итоге было прекращено, «LG Murphy & Co.» получила постановление суда об обеспечительном аресте всех активов Максуина, но якобы по ошибке внесла туда же все активы Танстелла (общая оценка составляла около 40 000 долларов). Шериф Брейди сформировал большой отряд, состоявший в основном из людей Джесси Эванса, чтобы захватить активы Танстелла на его ранчо в 70 милях от Линкольна. Одновременно с этим Танстелл поручил Билли Киду и основным из своих ковбоев перегнать девять лошадей с его ранчо в Линкольн, оставшись на это время лишь с четырьмя охранниками.
Утром 18 февраля отряд, посланный Брейди, вторгся на территорию Танстелла, в результате чего Танстелл был убит людьми Эванса. Это преступление в итоге вызвало вооружённый конфликт между двумя фракциями, который вошёл в историю, как Война в округе Линкольн и стал самым кровавым гражданским конфликтом на Диком Западе. По совету Максуина ковбои Танстелла, уже не надеясь на помощь шерифа, объединились в окружной отряд «Регуляторы» (Regulators), для того чтобы отомстить убийцам. Основными бойцами отряда были Дик Брюэр, Билли Кид, Док Скарлок, Чарли Боудри, Хосе Чавес, «Грязный Стив» Стивенс, Джон Миддлтон, Фрэнк Макнаб, Генри Ньютон Браун, Том О’Фолльярд и двоюродные братья Джордж и Фрэнк Коу. Юридически группа была создана как помощники мирового судьи Уилсона, однако фракция Мёрфи — Долан отказалась признавать их полномочия законников, в результате чего весь округ скоро погрузился в состояние анархии. Многие жители округа были вовлечены в войну, поддерживая ту или иную из враждующих сторон, и история вооружённых столкновений между «Регуляторами» и боевиками «LG Murphy & Co.» была лишь её частью. И хотя официально боевые действия между враждующими группами были прекращены в начале 1879-го, их отголоски звучали в округе ещё до 1881 года.
Первоначально Максуин не вмешивался прямым образом в боевые действия, происходившие в округе, стараясь действовать в рамках правового поля. Он объявил награду за арест лиц, непосредственно виновных в смерти Джона Танстелла, а также оказывал «Регуляторам» разнообразную материальную, юридическую и финансовую помощь.

## Битва за Линкольн
Кульминацией конфликта стала Пятидневная битва (15—19 июля 1878 года).
Александр Максуин появился в Линкольне 14 июля 1878 года во главе «Регуляторов», усиленных отрядом мексиканских наёмников (всего около пятидесяти стрелков), намереваясь захватить Джеймса Долана и тем самым положить конец конфликту. Однако он допустил тактическую ошибку, укрепившись в своём городском доме, вместо того, чтобы сразу перейти к активным действиям. Джордж Пеппин, к тому времени заменивший Брейди на посту шерифа, и Долан быстро стянули в Линкольн подкрепление (около шестидесяти стрелков), после чего Максуин оказался в осаде. Утром 19 июля из форта Стэнтон прибыл подполковник Дадли (занимавший сторону фракции Мёрфи и Долана) с кавалерийским отрядом численностью около ста пятидесяти человек, имевшим на вооружении горную гаубицу и пулемёт Гатлинга. Прямого участия в перестрелках солдаты не принимали, но подполковник расположил их так, чтобы они прикрывали людей Пеппина и Долана. Видя, как развиваются события и не желая вступать в противостояние с армией США, две трети осаждённых сразу же покинули Максуина. У адвоката осталось пятнадцать стрелков.
Всего осада продолжалась пять дней. 19 июля около полудня атакующие подожгли осаждённый дом, однако стены девятикомнатной асьенды Максуинов были сделаны не из дерева, а из самана, что затрудняло распространение огня. Дадли и Пеппин предоставили Сьюзен Максуин, ещё одной женщине и пятерым детям право безопасного выхода из дома. Люди Максуина оборонялись в горящем здании до наступления темноты, а потом попытались бежать, разделившись на группы и контратаковав людей Пеппина и Долана с разных сторон. Александр Максуин и трое «Регуляторов» погибли, остальным удалось скрыться, хотя некоторые из них при этом получили ранения. Впоследствии Сьюзен Максуин утверждала, что её муж не принимал прямого участия в бою и был застрелен безоружным.

## Последствия убийства Максуина
Со смертью Максуина «Регуляторы» потеряли последнего предводителя и были разгромлены. Часть из них покинула округ; другая, включая Хосе Чавеса, Тома О’Фолльярда, Дока Скарлока и Чарли Боудри, объединилась в банду Билли Кида и действовала до июля 1881 года. В конце концов, шериф Пэт Гарретт и его отряд выследили и убили О’Фолльярда, Боудри и Кида, после чего банда прекратила своё существование. Все трое похоронены в Форт-Самнер, штат Нью-Мексико.
Подполковник Нейтан Дадли около года находился под следствием: в 1879 году Сьюзан Максуин выдвинула против него обвинения в соучастии в убийстве и поджоге дома. Дадли был смещён с поста командующего фортом Стэнтон генералом Хэтчем 7 марта 1879 года, по поводу его действий во время Пятидневной битвы было назначено судебное расследование. В июле 1879 года суд постановил, что обвинение в соучастии в убийстве против Нейтана Дадли не обосновано, он был переведён в Форт Юнион, также расположенный на Территории Нью-Мексико. В ноябре 1879 года Дадли был признан судом невиновным по делу о поджоге дома Максуинов.
После окончания Войны в округе Линкольн Джеймсу Долану были предъявлены обвинения в организации нескольких убийств, в частности, Джона Танстелла и адвоката Хьюстона Чэпмена, но его вина не была доказана, и он был оправдан. Впоследствии Долан скупил всю землю и имущество Танстелла, включая магазин и ранчо. Умер в 1898 году в возрасте 49 лет от последствий алкоголизма.
Сьюзен Максуин некоторое время спустя вышла замуж за бизнесмена по имени Джордж Барбер, но этот брак закончился разводом. Позже она приобрела большой участок земли, основав ранчо в Три-Риверс. К середине 1890-х годов её ранчо было одним из крупнейших на Территории Нью-Мексико и насчитывало от 3000 до 5000 голов крупного рогатого скота. Она умерла 3 января 1931 года в возрасте 85 лет.

## Образ в искусстве

### В кино
- «Пистолет в левой руке» (1958) — Джон Диркес[25].
- «Чизум[англ.]» (1970) — Эндрю Прайн[26].
- «Молодые стрелки» (1988) — Терри О’Куинн[27].
- «Билли Кид. Новые доказательства» (телевизионный фильм, 2015) — Дэвид ван ден Берг[28].
- «Билли Кид» (сериал, 2022 — …) — Люк Камиллери[29].

### В литературе
- Александр Максуин является одним из героев полубиографического романа Расса Брауна «Мисс Чизум» (Miss Chisum, 2019)[30].